# Artie Lange
Arthur Steven Lange Jr. (Livingston, 11 ottobre 1967) è un attore, comico e conduttore radiofonico statunitense.

## Biografia
Di origini tedesche da parte paterna (suo padre morì nel 1990) e italiane per quella materna (il comico ed attore ha poi scoperto nell'agosto del 2003, mediante un esame del DNA, di avere anche delle origini native americane, ammontanti all'incirca al 25% del proprio corredo genetico), è nato a Livington, ma è cresciuto ad Union (entrambe nel New Jersey), dove ha frequentato la locale Union High School; all'inizio degli anni novanta ha cominciato la sua carriera come attore e comico, apparendo in diversi show televisivi e film, soprattutto commedie.

## Filmografia parziale
- Dirty Work - Agenzia lavori sporchi (Dirty Work), regia di Bob Saget (1998)
- Lo scapolo d'oro (1999)
- Elf - Un elfo di nome Buddy (2003)

## Doppiatori italiani
Nelle versioni in italiano dei suoi lavori, Artie Lange è stato doppiato da:
- Stefano Mondini in Mystery Men
- Simone Mori in Lo scapolo d'oro, Dirty Work - Agenzia lavori sporchi, Shriek - Hai impegni per venerdì 17?
- Maurizio Reti in Old School
- Stefano Thermes in Crashing

Da doppiatore è sostituito da:
- Franco Mannella in Game Over